# Église Saint-Loup-de-Troyes de Bléneau
Pour les articles homonymes, voir Église Saint-Loup.
L'église de Bléneau est une église située sur la commune de Bléneau, dans le département de l'Yonne, en France.

## Historique
L'édifice est inscrit au titre des monuments historiques en 1939.